# آسمان آهنی: ظهور یک نژاد
آسمان آهنی: ظهور یک نژاد (انگلیسی: Iron Sky: The Coming Race) یک فیلم اکشن علمی تخیلی فنلاندی-آلمانی محصول ۲۰۱۹ به کارگردانی تیمو وورنسولا است. این فیلم ادامه داستان قبلی آسمان آهنی ۲۰۱۲ است که مضامین سیاسی را با اشارات مکرر به فرهنگ عامه و تئوری‌های توطئه مختلف در هم می‌آمیزد.